# Topraisar (gmina)
Topraisar – gmina w Rumunii, w okręgu Konstanca. Obejmuje miejscowości Biruința, Movilița, Potârnichea i Topraisar. W 2011 roku liczyła 5533 mieszkańców.